# Coprophilus
Coprophilus ist eine Gattung der Käfer aus der Familie der Kurzflügler (Staphylinidae) innerhalb der Unterfamilie Omaliinae. Sie kommt in Europa mit sechs Arten vor, zwei kommen davon auch in Mitteleuropa vor.

## Merkmale
Die Käfer haben einen langgestreckten und abgeflachten, nahezu unbehaarten Körper. Ihr Kopf ist schmäler als der Halsschild, die Schläfen sind kurz und parallel. Der Halsschild besitzt vor den Schildchen (Scutellum) zwei eiförmige schräge Eindrücke und davor eine mittige Furche. Die Deckflügel sind geringfügig breiter als der Halsschild und länger als zusammen breit. Sie tragen unregelmäßig angeordnete Punktfurchen und ihr Spitzenrand ist dicht ungleichmäßig in länglichen Stricheln angeordnet punktiert. Der Hinterleib hat parallele Ränder, ist fein punktförmig strukturiert und fein behaart. Die Tarsen haben fünf Glieder, die Schienen (Tibien) der mittleren Beine sind bedornt.

## Vorkommen und Lebensweise
Die Tiere leben an faulendem Pflanzenmaterial, in Kompost und Mist. Die Imagines sind insbesondere im Frühjahr häufig zu beobachten, nicht selten sitzen sie an Gebäudemauern.

## Arten (Europa)
- Coprophilus striatulus (Fabricius, 1793)
- Coprophilus drugmandi Tóth, 1991
- Coprophilus pennifer (Motschulsky, 1845)
- Coprophilus piceus (Solsky, 1867)
- Coprophilus schubertii (Motschulsky, 1860)
- Coprophilus solskyi Bernhauer, 1908